# The Rising Tide
The Rising Tide è il quarto ed ultimo album in studio del gruppo musicale statunitense Sunny Day Real Estate, pubblicato il 20 giugno 2000 in America e il 24 gennaio 2001 in Giappone dalla Time Bomb Recordings.

## Descrizione
Su YouTube si trovano vari video del "Making Of", in cui si vede la preparazione della band. Esistono due outtake presi da queste sessioni("Eye of the Storm" and "Holiday"), così come la versione demo di "The Ocean", inviato sul sito della band nel 2000.

### Copertina
La copertina presenta una statua di un angelo su sfondo azzurro. La statua è il "Bronze Angel"(Angelo di Bronzo) di Vancouver posta alla Canadian Pacific Railway Station. Il memoriale di guerra in bronzo fu eretto nel 1921 per commemorare i lavoratori della Canadian Pacific Railway che persero la vita nella prima guerra mondiale. Lo scultore è Coeur de Lion McCarthy.

## Accoglienza
| Recensione    | Giudizio |
| ------------- | -------- |
| AllMusic      |          |
| Pitchfork     | 5,9/10   |
| Rolling Stone |          |

The Rising Tide ha ottenuto recensioni positive da parte dei critici musicali. Su Metacritic, sito che assegna un punteggio normalizzato su 100 in base a critiche selezionate, l'album ha ottenuto un punteggio medio di 72 basato su diciotto recensioni.

## Tracce
Testi e musiche dei Sunny Day Real Estate
1. Killed by an Angel – 4:55
2. One – 4:09
3. Rain Song – 4:03
4. Disappear – 4:09
5. Snibe – 4:29
6. The Ocean – 4:50
7. Fool in the Photograph – 4:09
8. Tearing in My Heart – 5:07
9. Television – 4:31
10. Faces in Disguise – 6:02
11. The Rising Tide – 5:37

Traccia aggiunta nella versione giapponese
1. Television (Acoustic)

## Formazione
- Jeremy Enigk – Basso, Chitarra, Voce
- William Goldsmith – Percussioni, Batteria
- Lou Giordano – Produttore, Mixer
- Rachel Handman – Violino
- Dan Hoerner – Chitarra, Sitar (Elettrico)
- Jolie Clemens – Art Direction
- F. Scott Schafer – Fotografia
- Rob Turner – Cello

## Classifiche
| Classifiche (2000) | Posizione massima |
| ------------------ | ----------------- |
| Stati Uniti        | 97                |